# Brekilen
Brekilen (norwegisch für Gletscherbucht) ist eine Einbuchtung des Schelfeises vor der Prinzessin-Ragnhild-Küste des ostantarktischen Königin-Maud-Lands. Sie liegt 16 km südwestlich der Bucht Tangekilen.
Norwegische Kartografen, die sie auch benannten, kartierten die Bucht anhand von Luftaufnahmen der Lars-Christensen-Expedition 1936/37.